# Gilletinus porosus
Gilletinus porosus är en skalbaggsart som beskrevs av Henry Fuller Howden 1992. Gilletinus porosus ingår i släktet Gilletinus och familjen Bolboceratidae. Inga underarter finns listade i Catalogue of Life.